# La Chapelle-Enchérie
La Chapelle-Enchérie és un municipi francès, situat al departament del Loir i Cher i a la regió de Centre – Vall del Loira. L'any 2007 tenia 154 habitants.

## Demografia

### Població
El 2007 la població de fet de La Chapelle-Enchérie era de 154 persones. Hi havia 68 famílies, de les quals 18 eren unipersonals (11 homes vivint sols i 7 dones vivint soles), 25 parelles sense fills, 21 parelles amb fills i 4 famílies monoparentals amb fills.
La població ha evolucionat segons el següent gràfic:
Habitants censats

### Habitatges
El 2007 hi havia 91 habitatges, 67 eren l'habitatge principal de la família, 18 eren segones residències i 7 estaven desocupats. 86 eren cases i 3 eren apartaments. Dels 67 habitatges principals, 59 estaven ocupats pels seus propietaris i 8 estaven llogats i ocupats pels llogaters; 3 tenien dues cambres, 18 en tenien tres, 11 en tenien quatre i 35 en tenien cinc o més. 45 habitatges disposaven pel capbaix d'una plaça de pàrquing. A 28 habitatges hi havia un automòbil i a 34 n'hi havia dos o més.

### Piràmide de població
La piràmide de població per edats i sexe el 2009 era:
| Homes | Edats   | Dones |
| ----- | ------- | ----- |
| 0     | 95 o +  | 0     |
| 0     | 90 a 94 | 0     |
| 0     | 85 a 89 | 0     |
| 0     | 80 a 84 | 0     |
| 4     | 75 a 79 | 4     |
| 8     | 70 a 74 | 12    |
| 8     | 65 a 69 | 4     |
| 0     | 60 a 64 | 4     |
| 4     | 55 a 59 | 4     |
| 4     | 50 a 54 | 4     |
| 4     | 45 a 49 | 4     |
| 8     | 40 a 44 | 4     |
| 8     | 35 a 39 | 8     |
| 4     | 30 a 34 | 8     |
| 0     | 25 a 29 | 0     |
| 4     | 20 a 24 | 0     |
| 8     | 15 a 19 | 0     |
| 4     | 10 a 14 | 12    |
| 4     | 5 a 9   | 0     |
| 4     | 0 a 4   | 0     |

## Economia
El 2007 la població en edat de treballar era de 97 persones, 84 eren actives i 13 eren inactives. De les 84 persones actives 79 estaven ocupades (42 homes i 37 dones) i 5 estaven aturades (3 homes i 2 dones). De les 13 persones inactives 8 estaven jubilades, 2 estaven estudiant i 3 estaven classificades com a «altres inactius».

### Ingressos
El 2009 a La Chapelle-Enchérie hi havia 75 unitats fiscals que integraven 182 persones, la mediana anual d'ingressos fiscals per persona era de 18.575 €.

### Activitats econòmiques
Dels 3 establiments que hi havia el 2007, 1 era d'una empresa de fabricació d'altres productes industrials, 1 d'una empresa de comerç i reparació d'automòbils i 1 d'una empresa de transport.
L'any 2000 a La Chapelle-Enchérie hi havia 5 explotacions agrícoles.

## Poblacions més properes
El següent diagrama mostra les poblacions més properes.